# Gravity Defied: Trial Racing
Gravity Defied: Trial Racing — игра-симулятор для мобильных телефонов на платформе J2ME, разработанная Codebrew Software. Сейчас существует множество модификаций игры, так как любой желающий может изменить треки с помощью редактора GD Track Editor.
Первый релиз состоялся в 2004 году — Codebrew Software представила демоверсию. 2 апреля 2005 года появилась полная версия игры.

## Предыстория
Игра задумывалась как небольшой проект в феврале-марте 2004 года. Основной идеей было написание игры, подходящей для участия в конкурсе Excitera Mobile Awards 2004 (EMA04). Главная тема игры — мототриал — родилась в результате долгих часов мозгового штурма на ранних стадиях проектирования. Разработка этого концепта подтвердила, что игра подходила для мобильных платформ того времени и могла выполняться в ограниченно доступное число фреймов. На этой стадии игра называлась A-Trial.
В дальнейшем отзывы игроков показывали, что в процессе разработки получалась довольно интересная игра. Не представляя себе, с чем им придётся столкнуться, команда разработчиков отправилась в финал EMA04 в Стокгольм в мае 2004.
В финале приняло участие множество хороших разработок, но игра A-Trial окончательно взошла на вершину и выиграла в номинации best-in-show.
После награждения вся команда желала продолжить работу над проектом, чтобы создать законченную игру. Эта работа продолжалась в течение всего лета, и в конце августа вышла демоверсия конечного продукта, которая впоследствии была загружена более 5000 раз. Полная версия игры была опубликована в начале апреля 2005 года.

## Геймплей
Доступны три уровня сложности, содержащие в себе несколько треков с уникальными названиями. Также имеется возможность выбирать т. н. лиги (100сс, 175сс, 220сс и секретная 325сс, которая вручается только при полном прохождении игры) — это новые модели байков, которые открываются поочерёдно при полном прохождении каждого уровня сложности. Новые мотоциклы имеют более послушную управляемость, большую скорость и проходимость, чем предыдущие.
Мотоцикл управляется гонщиком. Цель каждого заезда — пройти двумерный уровень до конца как можно быстрее, не упав с мотоцикла, при этом учитывая разного рода внешние воздействия (гравитация, острые углы и т. п.). Самые первые уровни ненавязчиво обучают игрока основам вождения, таким как преодоление крутых наклонов, прыжки.

## Технические особенности
Являясь игрой, написанной на платформе Java ME, она поддерживает почти все мобильные телефоны, а также разного рода эмуляторы. В постоянной памяти игре требуется всего 80 КБ свободного места.
Графическая составляющая вместе с двумерной физикой образуют увлекательный процесс. Так, например, при включенной опции перспективы трек обретает псевдотрехмерность, построенную только с помощью прямых отрезков, соединённых с помощью фиксированных точек. В игре есть достаточно реалистичная физика для такого типа игры: при падении с большой высоты учитывается также ускорение свободного падения, а виртуальный водитель движется, реагируя на нажатия клавиш телефона. 

В 2008 году командой Alibom.TEAM разработана профессиональная модификация игры — Gravity Defied: Reprise, а также версия Gravity Defied: Reprise Limited с поддержкой только RMS. В обеих версиях предоставлена возможность загружать файлы треков из базы в Интернете, добавлена музыка, появилась возможность изменять цветовые схемы и общий геймплей.

## Редакторы уровней
В начале 2007 года была предпринята первая попытка создания редактора треков «Gravity Defied» для мобильных телефонов. Реализация получилась не совсем удачной, но вскоре вышел Gravity Remix, предоставляющий базовые возможности по изменению треков игры. В ней не было функций работы с файловой системой, поэтому посмотреть результат своей работы можно было только на своём же телефоне. Также эта модификация игры некорректно работала на платформе Siemens S-Gold.
Весной 2007 года появилась первая версия популярного компьютерного редактора треков — Gravity Defied Track Editor 2.0. В нём не было широких возможностей — можно было создавать свой сборник треков и сохранять его в файле levels.mrg с нуля. Сейчас существует версия 2.4, имеющая более широкие возможности.

## Gravity Defied: Part 2
В ноябре 2008 года на сайте Codebrew Software появилась информация о разработке второй части игры — Gravity Defied: Part 2, но никаких подробностей о новой версии игры получено не было.

## Gravity Defied на Android
В 2012 году была выпущена версия игры для устройств на платформе Android. Управление, производимое четырьмя стрелочками на экране, подражает оригинальной игре.